# Hippia nigricaput
Hippia nigricaput är en fjärilsart som beskrevs av Paul Dognin 1908. Hippia nigricaput ingår i släktet Hippia och familjen tandspinnare. Inga underarter finns listade i Catalogue of Life.